# Pleiocoryne
Pleiocoryne là một chi thực vật có hoa trong họ Thiến thảo (Rubiaceae).

## Loài
Chi Pleiocoryne gồm các loài: